# 广东南方职业学院
广东南方职业学院，简称南方职院，位于广东省江门市，是经广东省人民政府批准、国家教育部备案的全日制普通高等院校，学校代码:14265。